# East Haddam
East Haddam és una població dels Estats Units a l'estat de Connecticut. Segons el cens del 2005 tenia 8.808 habitants.

## Demografia
Segons el cens del 2000, East Haddam tenia 8.333 habitants, 3.174 habitatges, i 2.285 famílies. La densitat de població era de 59,2 habitants/km².
Dels 3.174 habitatges en un 35,2% hi vivien nens de menys de 18 anys, en un 62,3% hi vivien parelles casades, en un 6,9% dones solteres, i en un 28% no eren unitats familiars. En el 21,4% dels habitatges hi vivien persones soles el 8,1% de les quals corresponia a persones de 65 anys o més que vivien soles. El nombre mitjà de persones vivint en cada habitatge era de 2,58 i el nombre mitjà de persones que vivien en cada família era de 3,02.
Per edats la població es repartia de la següent manera: un 25,5% tenia menys de 18 anys, un 4,8% entre 18 i 24, un 33,3% entre 25 i 44, un 25,8% de 45 a 60 i un 10,6% 65 anys o més.
L'edat mediana era de 38 anys. Per cada 100 dones de 18 o més anys hi havia 96,2 homes.
La renda mediana per habitatge era de 62.304 $ i la renda mediana per família de 70.091 $. Els homes tenien una renda mediana de 45.500 $ mentre que les dones 36.055 $. La renda per capita de la població era de 28.112 $. Aproximadament l'1% de les famílies i el 2,9% de la població estaven per davall del llindar de pobresa.